# Самсонов, Александр Михайлович
Алекса́ндр Миха́йлович Самсо́нов (26 декабря 1907 (8 января 1908), Нижний Новгород — 5 апреля 1992, Москва) — советский историк, академик АН СССР (1981), доктор исторических наук, автор трудов по истории Второй мировой войны.

## Биография

### Семья
- Отец — Михаил Петрович Самсонов, родом из села Прокшино Алексеевского уезда Тульской губернии (ныне — в Серпуховском районе Московской области), работал кассиром в нижегородском объединении Госбанка.
- Мать — Мария Карповна, родом из города Скопина Рязанской губернии.
- Братья Владимир (ум. 1924) и Борис, а также сестра Нина.

### Основные вехи
Учился в нижегородской школе второй ступени им. Н. Г. Чернышевского. В 1927 году поступил в Ленинградский государственный университет на факультет советского права. Снимал комнату на Васильевском острове.
В 1931 году закончил обучение в университете, в 1932 году проходил действительную военную службу, в 1933—1936 годах работал в Ленинградском отделении Института массового заочного обучения при ЦК ВКП(б) (ЛОИМЗО) доцентом кафедры истории СССР. Два года был учителем истории в старших классах 9-й школы Василеостровского района.
В октябре 1938 года стал работать младшим научным сотрудником Музея истории религии и атеизма АН СССР, был лектором Политотдела Кировской железной дороги.
Незадолго до войны с Финляндией был мобилизован в Краснознамённый Балтийский флот и направлен в политотдел 61-й авиабригады ВВС Балтийского флота, располагавшуюся в Новом Петергофе. После окончания советско-финской войны демобилизованный Самсонов переехал в Москву, где хотел поступить на работу в Институт истории АН СССР, но не было вакантных мест. Работал журналистом.
В начале Великой Отечественной войны продолжил сотрудничество с политотделом 61-й авиабригады, посылая туда из Москвы материалы для бригадной газеты. После начала боёв на улицах Петергофа связи с бригадой прервались. Позднее сражался в рядах 3-го гвардейского Сталинградского механизированного корпуса. В 1944 году — на 1-м Прибалтийском фронте. Награждён орденами и медалями. Член ВКП(б) с марта 1943 года.
«Начиная осваивать профессию историка, в предвоенные годы я больше всего интересовался народными движениями эпохи феодализма. Однако впоследствии переключился на новейшую историю», — вспоминал А. М. Самсонов. Младший научный сотрудник (1948—1949), учёный секретарь Института истории АН СССР (1949—1951). В 1950 году защитил кандидатскую диссертацию «Боевой путь 3-го гвардейского Сталинградского механизированного корпуса»; степень доктора исторических наук в 1961 году была присуждена за монографию «Сталинградская битва» (официальные оппоненты И. В. Маевский, И. И. Минц, Н. А. Таленский).
В 1961—1970 годах — директор Издательства АН СССР (с 1964 года — «Наука»), снят с работы за публикацию книги А. М. Некрича «1941, 22 июня». С 1970 года — старший научный сотрудник Института истории АН СССР. Член-корреспондент АН СССР с 1964 года. Академик АН СССР с 29 декабря 1981 года.
Инициатор издания и один из авторов серии книг «Вторая мировая война в исследованиях, воспоминаниях, документах» (1966—1975), редактор ряда книг этой серии. Ответственный редактор X тома издания «История СССР с древнейших времён до наших дней» (1973). Главный редактор сборника «Исторические записки» (1969—1990) и книжной серии «Памятники исторической мысли» (1981—1992), заместитель председателя редколлегии серии «Литературные памятники». Был членом редколлегии серии «Академические чтения» АН СССР.
Скончался 5 апреля 1992 года. Похоронен в Москве на Троекуровском кладбище.

## Награды
- 2 ордена Отечественной войны 2-й степени (30.06.1945; 11.03.1985)
- 2 ордена Трудового Красного Знамени (…; 7.01.1988)
- Орден Красной Звезды (10.09.1944)
- Орден «Знак Почёта»
- медали

## Критика
Критиковался за отсутствие собственных исторических концепций. Все его работы всегда полностью соответствовали линии КПСС на момент их написания. Последовательно восхвалял Сталина, Хрущёва, Брежнева во время их нахождения у власти, а после начала перестройки 1985 года стал активным их критиком.

## Основные работы
- Антифеодальные народные восстания в России и церковь. М.: Изд-во АН СССР, 1955.
- Самсонов А. М. Великая битва под Москвой. 1941—1942 / АН СССР. — М.: Изд-во АН СССР, 1958. — 224 с. — (Научно-популярная серия АН СССР).
- Сталинградская битва. От обороны и отступлений к великой победе на Волге: Исторический очерк. М., 1960.
  - 2-е изд. — 1968, доп. и перераб.
  - Сталинградская битва. 3-е изд., доп. — М.: Наука, 1983. — 624 с. — 25 000 экз.
  - 4-е изд. — 1989, испр. и доп.
- От Волги до Балтики. Очерк истории 3-ю гвардейского механизированного корпуса. 1942—1945 гг. М., АН СССР, 1963. 436 с.
  - 2-е изд. — М.: Наука, 1973. 528 с.
- Крах фашистской агрессии. 1939—1945. М., 1975
  - 2-е изд. — 1980 и 1982, под тем же названием.
  - Вторая мировая война. 1939—1945. 3-е издание, доп. — М.: Наука, 1985. — 584 с. — 30 000 экз.
- Самсонов А. М. Поражение вермахта под Москвой. — М.: Московский рабочий, 1981. — 336 с.
- Самсонов А. М. Память минувшего. События, люди, история. — М.: Наука, 1988. — 408 с. — 37 500 экз. — ISBN 5-02-008913-3.
- Самсонов А. М. Знать и помнить. Диалог историка с читателем. — М.: Политиздат, 1988. — 368 с. — 100 000 экз. — ISBN 5-250-00394-X.
- Самсонов А. М. Москва, 1941 год: от трагедии поражений — к Великой победе. — М.: Московский рабочий, 1991. — 288, [40] с. — ISBN 5-239-01278-4.